# 鬼塚眞子
鬼塚 眞子（おにつか しんこ、1958年7月18日 -）は、日本の保険ジャーナリスト、ファイナンシャルプランナー。治験審査委員大阪府出身。
2010年、保険業界活性化を図るため、保険のすべてのチャネルを横断する「オーツードットコム 保険業界の明日を考える会」を主宰する。
2011年、ニューヨークで開催された「ワールドメディアシンポジウム」（メットライフ主催）に日本代表として参加した。
2014年、一般社団法人介護相続コンシェルジュ協会を設立。 
2017年　一般社団法人日本保険ジャーナリスト協会を設立。

## 来歴・人物
『日刊アルバイトニュース』で編集をしていたことがある。その時に、ナンシー関の担当者だった。
出産のために『TVぴあ』編集部を退職後、10年間の専業主婦として過ごす。大手生命保険の営業職、業界紙の記者を経て、2007年に保険ジャーナリストおよびファイナンシャルプランナーとして独立する。
一般社団法人介護相続コンシェルジュ協会の理事長として企業の従業員や介護施設の入居者や親族の相談業務も行っている

## 著書
- 「 保険選びは本当にカン違いだらけ」（SBI新書）